# Крутиков Анатолій Федорович
Анато́лій Фе́дорович Кру́тиков (рос. Анатолий Федорович Крутиков, нар. 21 вересня 1933, Слєпушкіно, Наро-Фомінський район, Московська область — 8 листопада 2019) — радянський футболіст, що грав на позиції захисника. По завершенні ігрової кар'єри — тренер.

## Клубна кар'єра
У дорослому футболі дебютував 1952 року виступами за московський «Химик», в якому відіграв два роки.
Своєю грою за цю команду привернув увагу представників тренерського штабу клубу ЦСКА (Москва), до складу якого приєднався 1954 року. Відіграв за московських армійців наступні п'ять сезонів своєї ігрової кар'єри.
1958 року перейшов до московського «Спартака», за який відіграв 12 сезонів. Більшість часу, проведеного у складі московського «Спартака», був основним гравцем захисту команди. За цей час виборов титул чемпіона СРСР. Завершив професійну кар'єру футболіста виступами за команду «Спартак» (Москва) у 1969 році.

## Виступи за збірну
1959 року дебютував в офіційних матчах у складі національної збірної СРСР. Протягом кар'єри у національній команді, яка тривала 6 років, провів у формі головної команди країни лише 9 матчів.
У складі збірної був учасником чемпіонату Європи 1960 року у Франції, здобувши того року титул континентального чемпіона.

## Кар'єра тренера
Розпочав тренерську кар'єру, повернувшись до футболу після невеликої перерви, 1975 року, очоливши тренерський штаб клубу «Спартак» (Нальчик).
1976 року був призначений старшим (головним) тренером московського «Спартака». Того року проводилося відразу два розіграші чемпіонату СРСР, по результатах другого з них (осіннього), «Спартак» фінішував на передостанньому місті у вищій лізі та понизився у класі. Таким чином Крутиков став єдиним тренером в історії московського «Спартака», під керівництвом якого команда втрачала місце у вищому дивізіоні радянського футболу.
Цілком очікувано після такого результату тренер був змушений залишити «Спартак» і наступного 1977 року вже працював у Караганді з «Шахтарем».
Останнім місцем тренерської роботи був клуб «Спартак» (Нальчик), команду якого Анатолій Крутиков очолював як головний тренер 1979 року.

## Титули і досягнення
- Чемпіон СРСР (1):

«Спартак» (Москва): 1962
- Чемпіон Європи (1): 1960